# Opera (by)
 For alternative betydninger, se Opera (flertydig). (Se også artikler, som begynder med Opera)
Opera er en italiensk by (og kommune) i regionen Lombardiet i Italien, med omkring 14.245(2023) indbyggere.